# Rya kyrkoruin
Rya kyrkoruin eller Rya gamla kyrka är en ruin som ligger i Rya socken i Örkelljunga kommun i Skåne. Den ligger 600 meter sydöst om E4 och 2 kilometer sydväst om Rya nya kyrka som invigdes 1875.
Rya gamla kyrka byggdes i slutet på 1100-talet eller början på 1200-talet. Möjligen var det munkarna vid Herrevads kloster som uppförde kyrkan. När den nya kyrkan byggdes beslutade man sig för att överge den gamla kyrkan, och 1876 hölls en offentlig auktion på inventarierna. 
Kyrkoruinen är 23 meter lång i öst-västlig riktning och 8 meter bred. Långhusets längd är 16,5 meter och koret i öster är 6 meter. Utmed långhusets södra vägg finns ett vapenhus som är 4 gånger 6 meter stort. Väggarna är byggda av gråsten, är över en meter tjocka och upp till åtta meter höga. Ett torn fanns över långhusets västsidan. Runt omkring ruinen finns en ödekyrkogård med några gravstenar och gravkors av gjutjärn. Kyrkogården är omgiven av en kallmurad stenmur. 
Från början hade kyrkan ett platt innertak av trä som under 1400-talet ersattes av kryssvalv i tegel. Interiören i medeltidskyrkan var enkel, och ända fram till att den nya kyrkan invigdes bestod golvet i långhusets mittgång och i koret av grova ekbräder, och de senare bänkkvarteren av kullerstenar. Bänkar hade inte kyrkan förrän efter reformationen. Innan dess stod eller knäböjde församlingen under hela gudstjänsten. 
Sommartid används numera kyrkoruinen för gudstjänster, dop, bröllop och som vägkyrka. En modern klockstapel av trä restes 1968 väster om ruinen. I ruinen finns träbänkar och ett altarbord av trä.

## Galleri

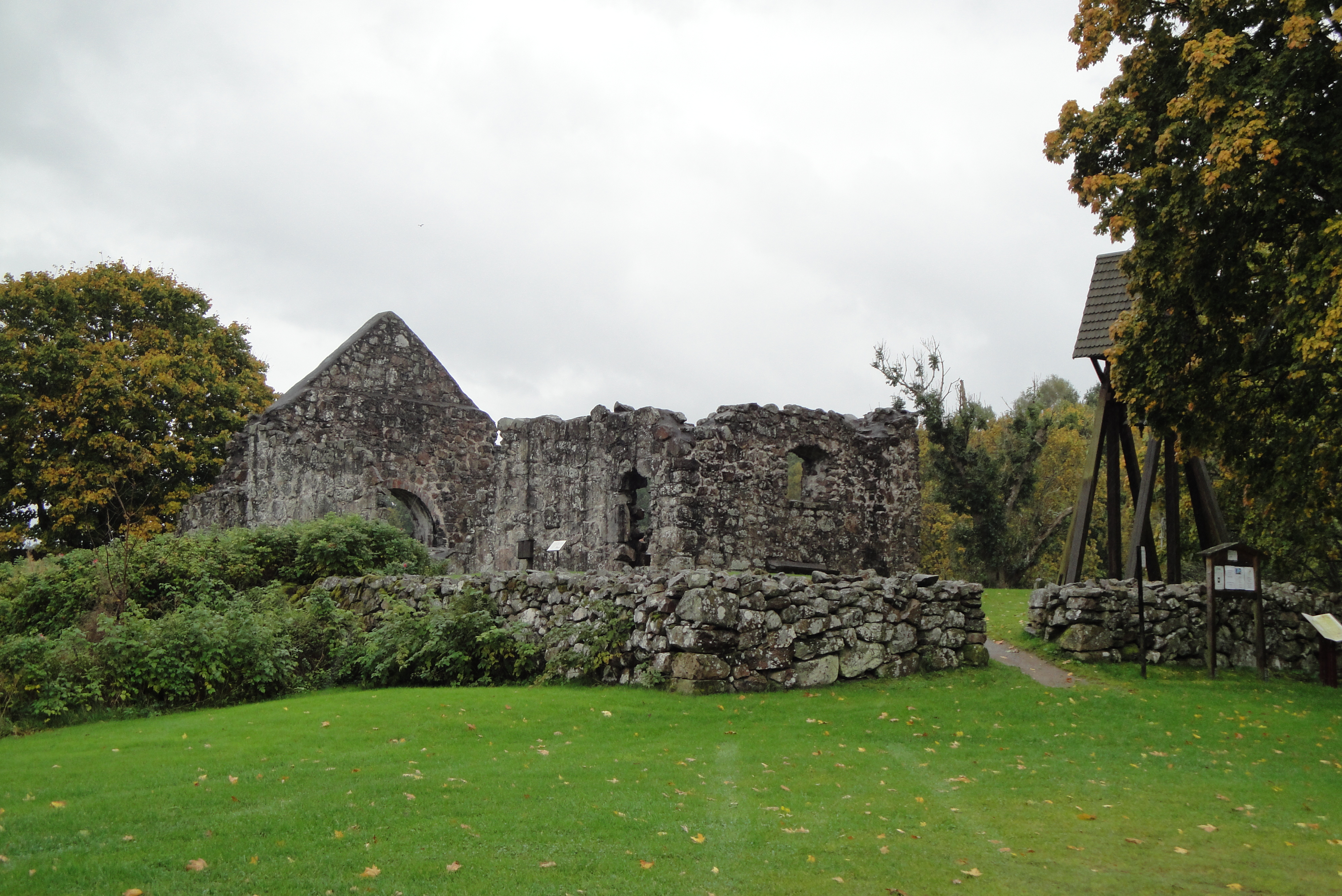
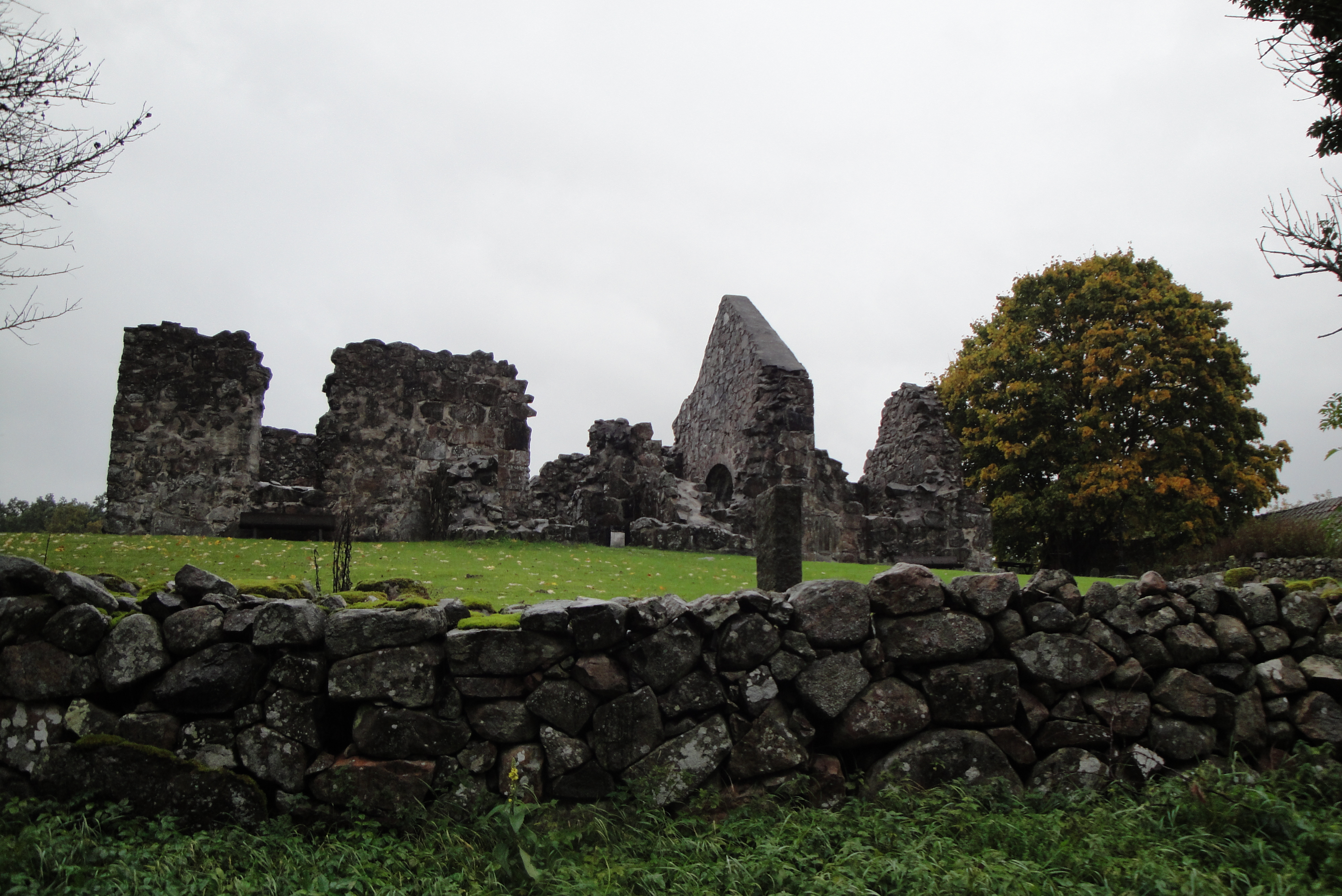
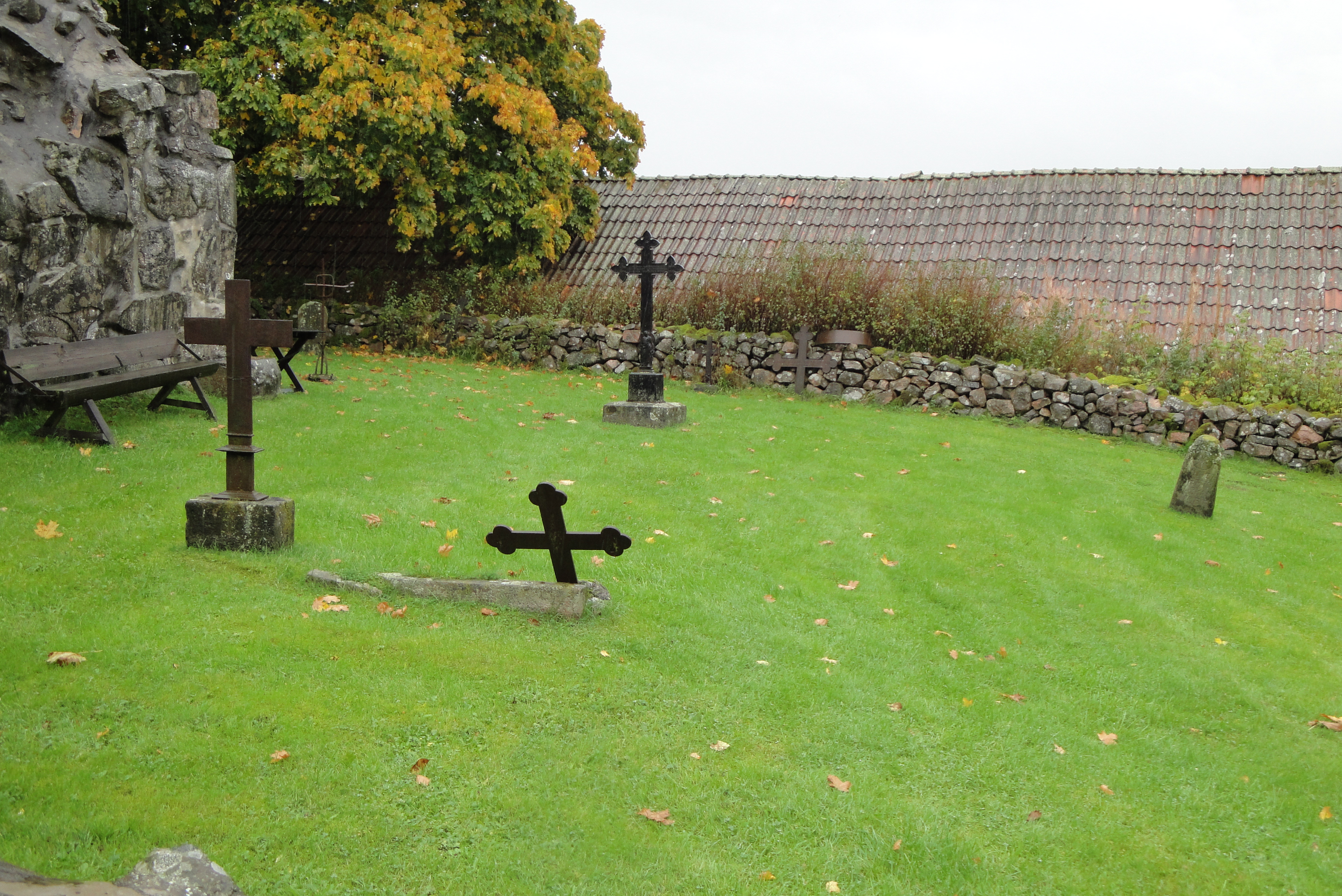
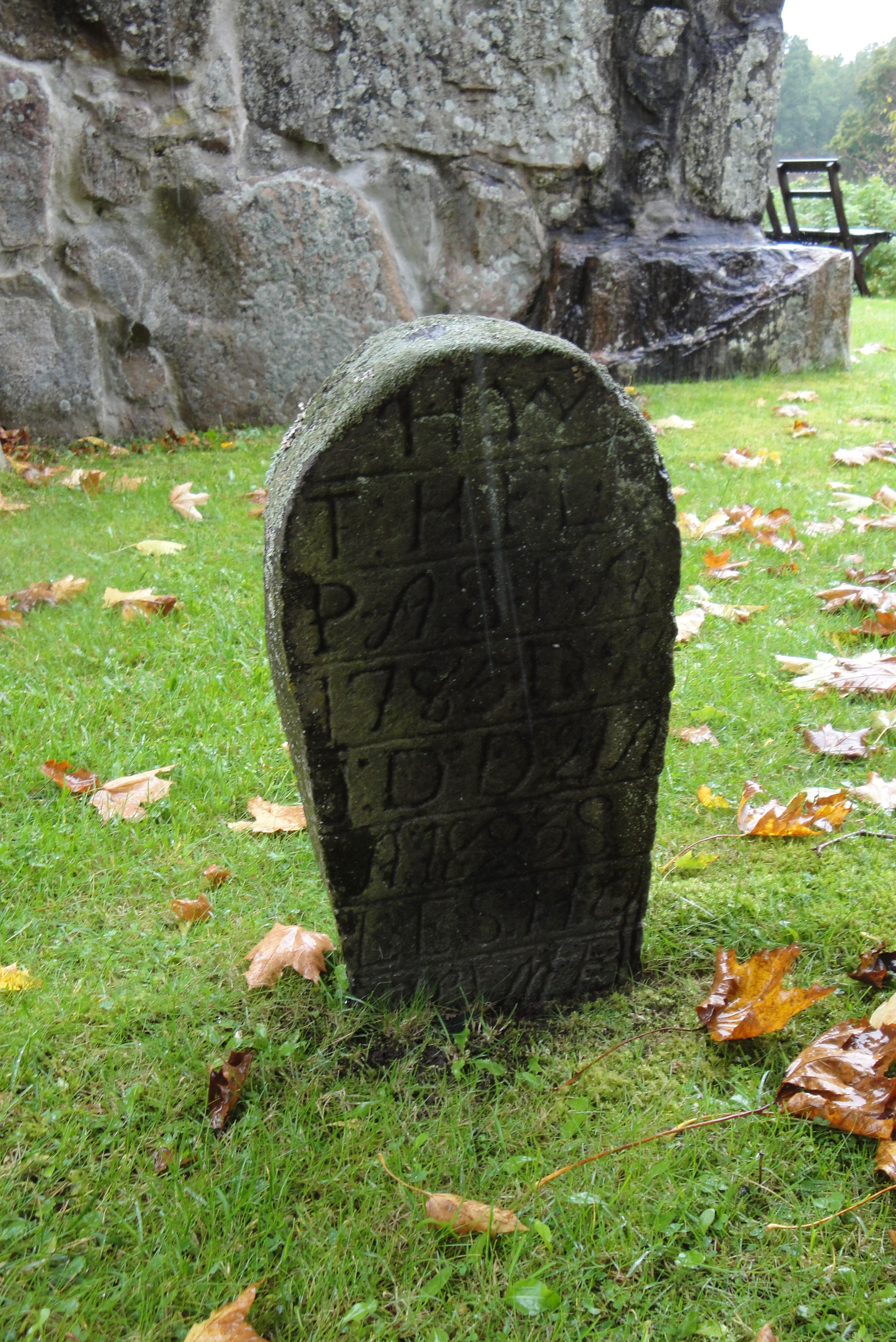
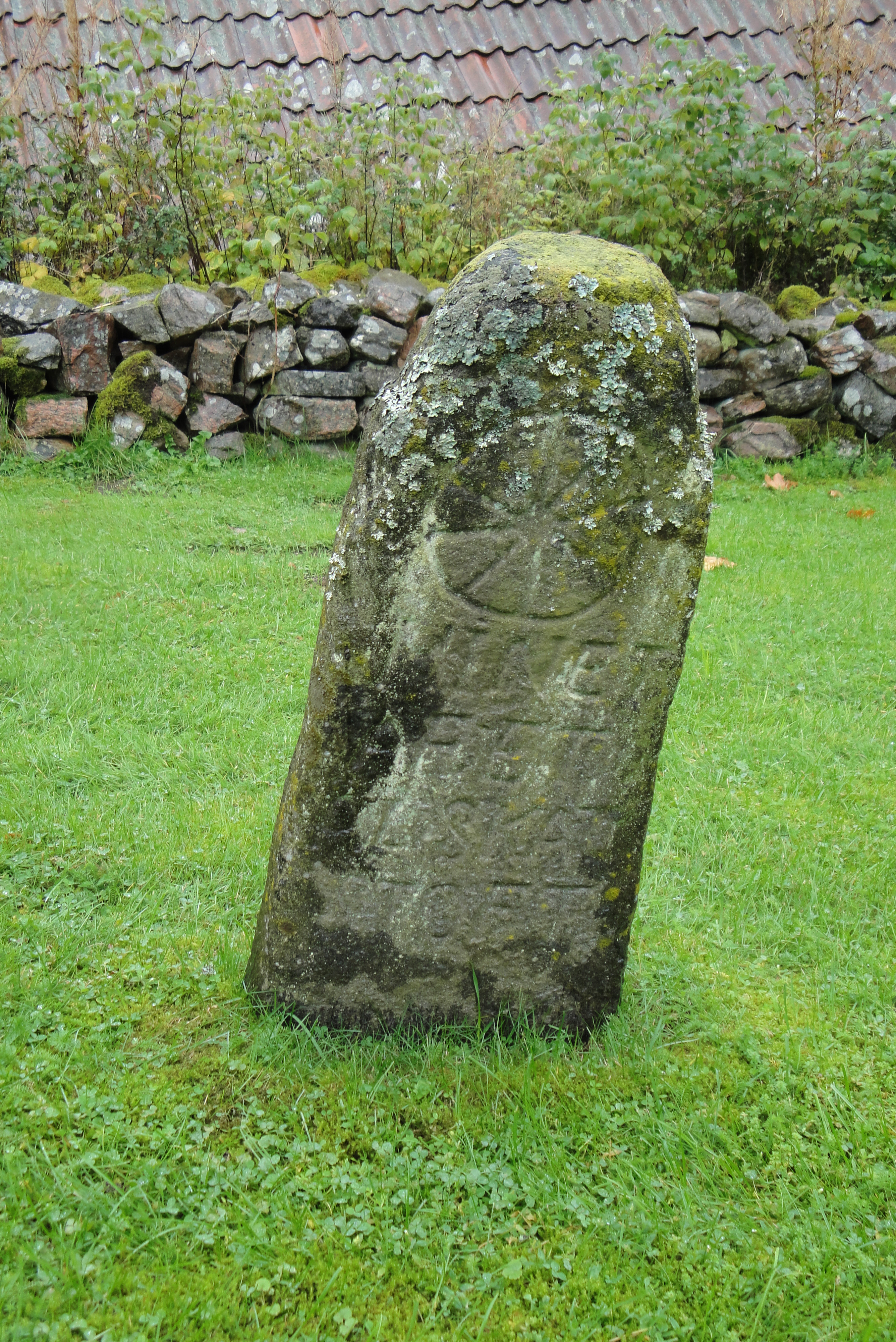
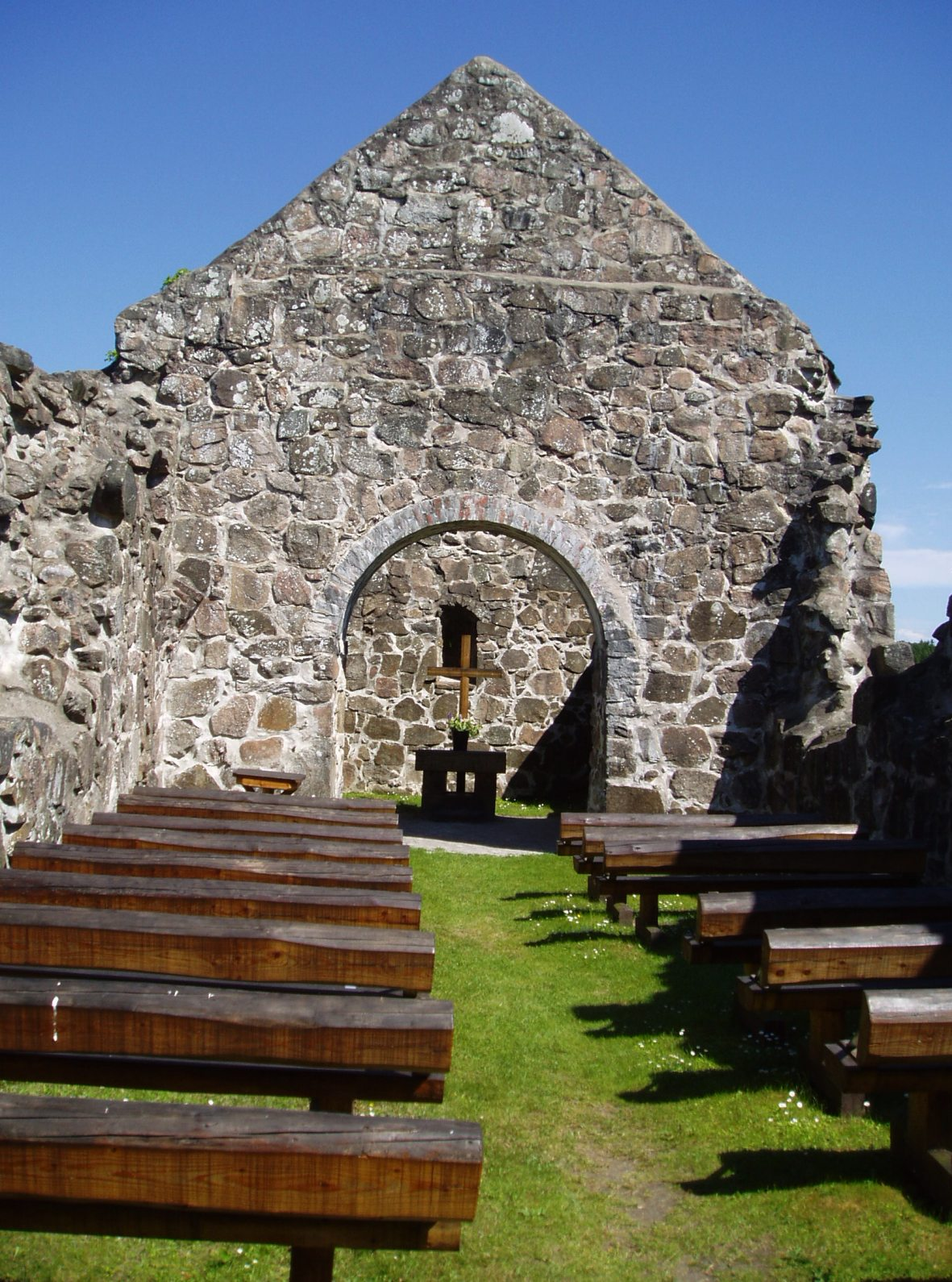